# آور، بخش هارجو
آور، بخش هارجو (به لاتین: Aavere, Harju County) یک روستا در استونی با جمعیت ۱۹ نفر است که در دهستان آنیا واقع شده‌است.